# Massimo Camisasca

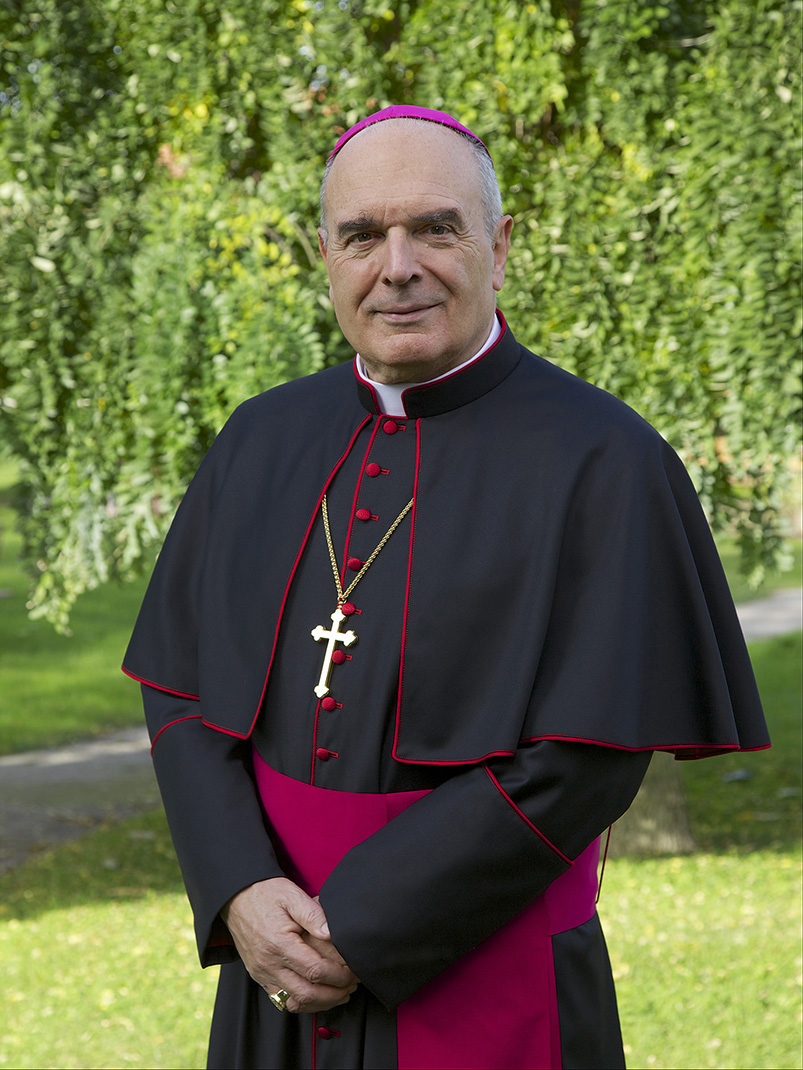
Bischof Massimo Camisasca (2012)

Bischofswappen

Massimo Camisasca FSCB (* 3. November 1946 in Mailand) ist ein italienischer Ordensgeistlicher und emeritierter römisch-katholischer Bischof von Reggio Emilia-Guastalla.

## Leben
Massimo Camisasca empfing am 4. November 1975 die Priesterweihe. Er gründete am 14. September 1985 zusammen mit sechs Priestern ein Priesterseminar in der Via Liberiana 21 in Rom. Das Ordenskapitel wählte ihn zum Generalsuperior der Priesterbruderschaft der Missionare des heiligen Karl Borromäus, welche am 19. März 1999 päpstlich anerkannt wurde.
Papst Benedikt XVI. ernannte ihn am 29. September 2012 zum Bischof von Reggio Emilia-Guastalla. Die Bischofsweihe spendete ihm der Erzbischof von Bologna, Carlo Kardinal Caffarra, am 7. Dezember desselben Jahres; als Mitkonsekratoren waren Adriano Caprioli, emeritierter Bischof von Reggio Emilia-Guastalla, und Adriano Bernardini, Apostolischer Nuntius in Italien. Als Wahlspruch wählte er Opus iustitiae pax.
Am 10. Januar 2022 nahm Papst Franziskus das von Massimo Camisasca aus Altersgründen vorgebrachte Rücktrittsgesuch an.